# CLDN17
CLDN17‏ (Claudin 17) هوَ بروتين يُشَفر بواسطة جين CLDN17 في الإنسان.